# Combressol
Combressol település Franciaországban, Corrèze megyében. Lakosainak száma 385 fő (2022. január 1.). Combressol Darnets, Maussac, Meymac, Palisse és Saint-Angel községekkel határos.

## Népesség
A település népességének változása:
| Lakosok száma | 507  | 282  | 270  | 349  | 333  | 343  | 346  | 341  | 355  | 385  |
|               | 1968 | 1982 | 1990 | 2006 | 2013 | 2015 | 2017 | 2019 | 2020 | 2022 |